# Eyes (Ayos)
Pour les articles homonymes, voir Eyes.
Eyes est un village du Cameroun situé dans la région du Centre, le département du Nyong-et-Mfoumou et la commune d'Ayos.

## Population
En 1961, Eyes comptait 369 habitants, principalement des Yebekolo. Lors du recensement de 2005, on y dénombrait 563 personnes.